# ギルバート・メーソン
ギルバート・レイン・メーソン（Gilbert Laing Meason、1769年7月3日 -  1832年8月14日、 Lindertis FRSE FSA）はスコットランドの商人兼農業改良者であり、ランドスケープアーキテクチャーという用語の創始者として最もよく記憶されている。 

## 生涯

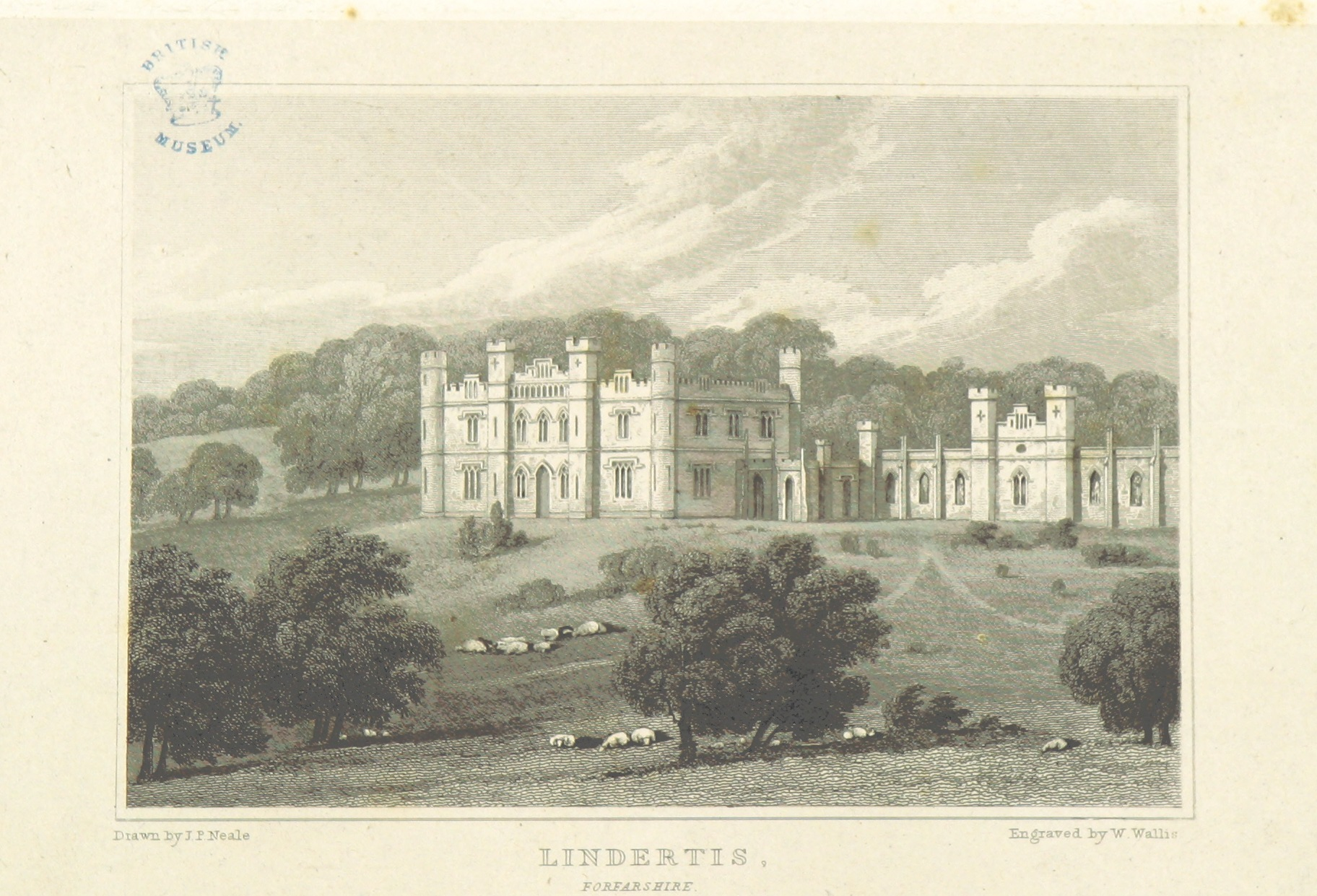
リンデルティスハウス、フォーファーシャー

カークウォールに、Robert LaingとBarbara Blawの息子ギルバート・レイン（Gilbert Laing）として生まれた。兄弟には歴史家マルコム・レインと旅行作家サミュエル・レインがいる。 
1799年にはまだギルバート・レインの名で、エジンバラのニュータウン 26セントアンドリュースクエアに住んでいる商人であり   結婚の際に接尾辞「Meason」を採用したと考えられている。 
Laing Meason になってからは、 Forfarの Lindertisという地所に住んでいて、友人にはウォルター・スコットがいた。  彼は美術史に興味があり、1828年に「イタリアの大画家たちのランドスケープ・アーキテクチャーについて」という本を出版（ロンドン、1828）。この本は美しい構図を作り出すために建物や構造物が景観におさめる方法を扱っていて、本質的に芸術批評作品ではあったが、建物やその周辺の配置など、現代ランドスケープアーキテクトの作品で中心的な部分を構成するようなテーマになっていて、芸術の本としては売れにくかった。 
Laing Measonには、彼が使った用語が一般の語になると理由は信じなかった。園芸家で著述プランナーのジョン・ラウドンが取り上げていなければ、この用語はおそらく消滅したであろう。ラウドンは、この用語は芸術理論以外にももっと広く応用できると考え、当時の「庭師の雑誌」記事で取り上げこの見方を解説した。彼はその内容表現が、造られた風景の構成について適切に説明していると感じ、そしてその一例としてDeepdeneの庭園を引用した。 
その言葉はラウドンのアメリカでの崇拝者アンドリュー・ジャクソン・ダウニングによって取り上げられ、そこからフレデリック・ロー・オルムステッドがおそらく最初にそれを聞き入れ、オルムステッドは自分自身を「ランドスケープアーキテクト」と表現した最初の専門家となり、ランドスケープアーキテクチャーの現代専門職の創始者であると考えられていく。 
1813年に彼はリンデンティス家の大邸宅を改造するためにエジンバラの建築家Archibald Elliotを雇用。 
1815年にはエジンバラ王立協会のフェローに選出された。推薦者は、トーマス・アラン（Thomas Allan）、 ジョン・プレイフェアやトーマス・ホープ（Thomas Charles Hope）であった。 
彼はヴェネツィア 1832年に亡くなった。 

## 出版物
- イタリアの大画家たちのランドスケープ・アーキテクチャーについて